# Wilhelm van Calker
Wilhelm Otto Julius van Calker (* 1. Mai 1869 auf dem Landgut Bleiche bei Lindau-Reutin; † 29. März 1937 in Freiburg i. Br.) war ein deutscher Rechtswissenschaftler.

## Leben
Wilhelm van Calker wurde geboren als Sohn des Bürgermeisters von Wesel Wilhelm Otto van Calker. Er war ein Bruder des Strafrechtsprofessors und Politikers Fritz van Calker. Nach Besuch des Gymnasiums in Kempten im Allgäu studierte van Calker seit dem Wintersemester 1887/88 Rechtswissenschaft in München. Während seines Studiums wurde er Mitglied des AGV München im Sondershäuser Verband. Im Sommersemester 1889 ging er an die Universität Berlin und kehrte im Frühjahr 1890 nach München zurück. Dort erfolgte 1891 das erste Staatsexamen. 1900 promovierte er an der Albert-Ludwigs-Universität Freiburg, wo er sich im selben Jahr auch habilitierte. Danach lehrte er an der Universität Freiburg Staats- und Verwaltungsrecht, bis er 1903 als ordentlicher Professor an die Universität Gießen berufen wurde. Dort verfasste er vor allem Werke zum hessischen Landesstaats- und Landesverwaltungsrecht. 1912 wurde er Mitglied des Hessischen Verwaltungsgerichtshofs. 1913 wurde er Professor an der Universität Kiel und Dozent für Völkerrecht an der Kaiserlichen Marineakademie. In Kiel begann van Calker sich mit dem Völkerrecht zu beschäftigen. 1918 wechselte er an die Universität Freiburg, wo er bis zu seiner Emeritierung 1935 tätig war.
Er war mit Carola Leichtlin, der Tochter des Karlsruher Papierfabrikanten Camill Leichtlin verheiratet.

## Schriften (Auswahl)
- Die Anfänge des badischen Budgetrechts. Freiburg 1900.
- Das badische Budgetrecht in seinen Grundzügen. Tübingen/Leipzig 1901.
- Das Staatsrecht des Großherzogtums Hessen. Tübingen 1913.
- Die staatlichen Herrschaftsformen. In: Handbuch der Politik, Berlin und Leipzig 1914
- Das Problem der Meeresfreiheit und der deutschen Völkerrechtspolitik. Jena 1917.
- Der Reichstag und die Freiheit der Meere. Berlin 1918.
- Die völkerrechtlichen Sicherungen der wirtschaftlichen Verkehrsfreiheit in Friedenszeiten. Jena 1918.